# Jacob Bernhard Struve
Jacob Bernhard Struve, född 14 oktober 1767 i Sankt Nikolai församling, Stockholm, död 27 juli 1826 i Sankt Nikolai församling, Stockholm, var en svensk organist och tonsättare.

## Biografi
Struve var även musikpedagog samt blev filosofie doktor i naturalhistoria vid universitetet i Kiel. Därefter studerade han musik i Wien under Adalbert Gyrowetz. Struve var direktör vid Kungliga Musikaliska Akademiens undervisningsverk 1805-1811 och upprätthöll tjänsten som organist i Norrköping 1811-1818; därefter var han åter verksam i Stockholm. Struve var medlem av Harmoniska Sällskapet och invaldes som ledamot nummer 173 i Kungliga Musikaliska Akademien den 11 mars 1797.

## Verklista
Utöver dessa verk har han även gjort bearbetningar av andras verk, främst klaverutdrag och reduktioner.

### Sångspel
- Den engelska advokaten eller Lagens bokstafliga uttolkning. Sångspel i två akter.
- En fjerdedels timmas tystnad. Sångspel i en akt. Klaverutdrag av Erik Drake.
- Den ondsinta hustrun.
- Torparen. Sångspel i två akter till text av Carl Gustaf Nordforss.

### Kyrkomusik
- Requiem för kör, orkester och solister.

### Orkesterverk
- Symfoni i Ess-dur (Autograf på Musik- och teaterbiblioteket).
  - 1. Largo
  - 2. Minuetto alegretto – Trio
  - 3. Andante non troppo
  - 4. Finale vivace.

- Uvertyr i c-moll (flera autograf på Musik- och teaterbiblioteket).
  - 1. Molto adagio
  - 2. Allegro molto vivace.

- Uvertyr i D-dur (Autograf på Musik- och teaterbiblioteket).
  - 1. Largo
  - 2. Allegro
  - 3. Andante
  - 4. Allegro.

- Orkestersats i d-moll (ofullbordad).

### Kammarmusikverk
- "I bröder som mig rädda kunnen", aria ur Torparen, för violin och piano.

- Pianokvartett i f-moll (Autograf på Musik- och teaterbiblioteket). 
  - 1. Adagio
  - 2. Allegro
  - 3. Menuetto allegretto – Trio
  - 4. Adagio non troppo
  - 5. Allegro assai – Presto

- Stråkkvartett i c-moll (Autograf på Musik- och teaterbiblioteket). 
  - 1. Adagio
  - 2. Allegro
  - 3. Andante
  - 4. Menuetto – Trio
  - 5. Poco adagio – Allegro assai – Presto

- Stråkkvartett i d-moll (Autograf på Musik- och teaterbiblioteket).
  - 1. Allegro con spirito
  - 2. Minuetto allegro – Trio
  - 3. Adagio
  - 4. Finale allegretto

- Stråkkvartett i Ess-dur (Autograf på Musik- och teaterbiblioteket).
  - 1. Allegro
  - 2. Menuetto allegro rovercico – Trio
  - 3. Adagio
  - 4. Allegro assai

- Stråkkvartett i E-dur (Autograf på Musik- och teaterbiblioteket).
  - 1. Moderato
  - 2. Minuetto allegretto – Trio
  - 3. Andante non troppo
  - 4. Finale presto

- Stråkkvartett i G-dur (Autograf på Musik- och teaterbiblioteket).
  - 1. Allegro vivace
  - 2. Minuetto allegro – Trio
  - 3. Adagio
  - 4. Rondo allegro

- Stråkkvintett i E-dur (Autograf på Musik- och teaterbiblioteket). Verket finns också i D-dur.
  - 1. Largo
  - 2. Allegro
  - 3. Menuetto – Trio
  - 4. Andante poco adagio
  - 5. Finale allegretto (ej färdig).

- Stråkkvintett i F-dur (Autograf på Musik- och teaterbiblioteket).
  - 1. Lento
  - 2. Minuetto – Trio
  - 3. Adagio non troppo
  - 4. Allegro assai

### Klaververk
- Fantasie et variations sur des themes de l'opéra Friskytten i D-dur. 
  - 1. Fantasie adagio
  - 2. Andante quasi allegretto
  - 3. [Fem variationer]
  - 4. Molto vivace - Presto.

- Interludier till musiken vid Gustaf IV Adolfs kröning. Utgiven i Musikaliskt tidsfördriv 1800.

- Musik uppförd vid deras Kongl. Majestäters höga kröning i Norrköping år 1800. 
  - 1. Intrada maestoso,
  - 2. Finale allegro maestoso.

- Tre polonäser, för piano fyra händer. 
  - 1. Polonäs i Ess-dur
  - 2. Polonäs i c-moll/C-dur
  - 3. Polonäs i h-moll/H-dur

- Quatre rondeaux, över temat från Torparen och Den engelska advokaten, Ess-dur. Cirka 1823.

- Requiem, urval i klaverutdrag av Erik Drake. 1826.

- Rondo capriccio sur une danse nationale suedoise, för piano i F-dur. Cirka 1822.

- Rondo capricio på Hvila vid denna källa, för piano. Källan har "af Kraus" vilken möjligen avspeglar den samtida uppfattningen av Kraus som tonsättare av detta tema.

- Thema med variationer, för piano i E-dur. Tillägnade Mademoiselle Laurette Acharius.

- Variations sur la chanson suedoise "Sörj ej den gryende dagen förut" (Olof Åhlströms melodi), för piano. Tema (Andante) och 8 variationer.

- Variations sur une Chanson Suedoise avec Introduction, för piano i B-dur.

### Vokala verk
- Canone in quinta för två stämmor i g-moll. Tillägnad Erik Drake.

- "Det bodde en gubbe i västanfjälls skog" ur Torparen. Utgiven i Musikaliskt tidsfördriv 1804.

- "Hur lycklig var min ålders vår", aria alla polacca. Finns i sättning både för röst och klaver, dels för röst, klaver och obligat violinstämma.

- Kantat, över Jorden full af Herrans ära, nr 43 i Haeffners koralbok.

- Sånggudinnornas klagan vid Gustaf III:s graf, för tre solister och orkester (Choraeus). Tillägnad Johan Anders Fahlroth.